# اندرو لیوینگستون
اندرو لیوینگستون (به انگلیسی: Andrew Livingston) (زادهٔ ۱۲ نوامبر ۱۹۷۸) شناگر اهل پورتوریکو است.